# بورس ورزشی
(انگلیسی: Athletic scholarship)بورسیه تحصیلی ورزشی نوعی بورس تحصیلی برای شرکت در کالج یا دانشگاه یا دبیرستان خصوصی است که به فردی اعطا می‌شود که عمدتاً بر توانایی او در بازی در یک ورزش است. بورسیه‌های دو و میدانی در ایالات متحده رایج است، اما در بسیاری از کشورها نادر یا غیرقانونی هستند.